# Psyrassa rufescens
Psyrassa rufescens är en skalbaggsart som beskrevs av Nonfried 1894. Psyrassa rufescens ingår i släktet Psyrassa och familjen långhorningar. Inga underarter finns listade i Catalogue of Life.